# Дарвазе (Марказі)
Дарвазе (перс. دروازه) — село в Ірані, у дегестані Баят, у бахші Новбаран, шагрестані Саве остану Марказі. За даними перепису 2006 року, його населення становило 0 осіб.

## Клімат
Середня річна температура становить 11,08 °C, середня максимальна – 30,66 °C, а середня мінімальна – -11,28 °C. Середня річна кількість опадів – 269 мм.
| Клімат поселення                              | Клімат поселення | Клімат поселення | Клімат поселення | Клімат поселення | Клімат поселення | Клімат поселення | Клімат поселення | Клімат поселення | Клімат поселення | Клімат поселення | Клімат поселення | Клімат поселення | Клімат поселення |
| Показник                                      | Січ.             | Лют.             | Бер.             | Квіт.            | Трав.            | Черв.            | Лип.             | Серп.            | Вер.             | Жовт.            | Лист.            | Груд.            |                  |
| Середній максимум, °C                         | 5,02             | 6,65             | 12,01            | 18,15            | 22,99            | 28,87            | 30,66            | 30,38            | 25,55            | 19,37            | 12,48            | 6,66             |                  |
| Середня температура, °C                       | −3,13            | −1,5             | 3,87             | 10,00            | 14,85            | 20,73            | 24,51            | 24,24            | 19,39            | 13,23            | 6,33             | 0,51             |                  |
| Середній мінімум, °C                          | −11,28           | −9,65            | −4,27            | 1,85             | 6,69             | 12,58            | 18,36            | 18,08            | 13,24            | 7,06             | 0,19             | −5,65            |                  |
| Норма опадів, мм                              | 36               | 36               | 48               | 40               | 33               | 5                | 1                | 1                | 0                | 11               | 23               | 35               |                  |
| Середньомісячна швидкість вітру, м/с          | 1.92             | 2.48             | 3.10             | 3.18             | 2.68             | 2.49             | 2.51             | 2.40             | 2.21             | 2.14             | 1.70             | 1.94             |                  |
| Середньомісячна сонячна радіація, кДж/м²·день | 8520             | 11384            | 14216            | 17825            | 21932            | 26581            | 25948            | 23694            | 20283            | 14699            | 10469            | 8355             |                  |
| --------------------------------------------- | ---------------- | ---------------- | ---------------- | ---------------- | ---------------- | ---------------- | ---------------- | ---------------- | ---------------- | ---------------- | ---------------- | ---------------- | ---------------- |
| Джерело:                                      |                  |                  |                  |                  |                  |                  |                  |                  |                  |                  |                  |                  |                  |